# Leonardoxa
Leonardoxa là một chi thực vật có hoa trong họ Đậu.